# Bremengrund
Das Naturschutzgebiet Bremengrund liegt auf dem Gebiet der Gemeinde Au am Rhein im Landkreis Rastatt in Baden-Württemberg.

## Lage
Das Gebiet erstreckt sich westlich von Neuburgweier entlang dem nordwestlich fließenden Rhein und ist seit dem 18. November 1986 unter der Kenn-Nummer 2.093 als Naturschutzgebiet ausgewiesen. Es wird vom Rhein, dem Auer Altrhein und einer weiteren Altrheinschlinge (der Judengasse) begrenzt. Nordöstlich verläuft die Landesstraße L 566 und östlich die L 78 a.

## Bedeutung
Es handelt sich um einen naturnahen Landschaftsteil im Überflutungsbereich des Rheins mit artenreicher Vegetation, u. a. bedingt durch Reste der Eichen-Ulmenwaldgesellschaft und Silberweidenwald. Aufgrund der Insellage konnte sich hier in der Vergangenheit eine vielfältige Vegetation mit artenreicher Tierwelt ungestört entwickeln.